# Auto-efficacité
Le sentiment d’auto-efficacité constitue la croyance qu’a un individu en sa capacité de réaliser une tâche. Plus grand est le sentiment d'auto-efficacité, plus élevés sont les objectifs qu’il s'impose et son engagement dans leur poursuite. La théorie de l’auto-efficacité a été élaborée par le psychologue canadien Albert Bandura (Bandura, 1977, 1997, 2003) dans le cadre théorique plus large de la théorie sociale cognitive (Bandura, 1986).

## Définitions et traductions
L’auto-efficacité est une émotion aussi connue sous le nom de confiance contextuelle (ou situationnelle). Elle est le sentiment de se sentir prêt, de savoir que l’on peut faire les choses bien dans n'importe quel contexte. L’auto-efficacité amène à prendre les bonnes décisions dans des situations difficiles. Une faible auto-efficacité amène à la détresse et peut contribuer à des problèmes de santé mentale.
La notion d’agentivité et sa « variable clé » selon Bandura, l’auto-efficacité, posent des difficultés de traduction et d’interprétation en français. Jacques Lecomte, le traducteur en français, rappelle que Bandura utilise plusieurs synonymes lorsqu’il désigne l’auto-efficacité : self-efficacy, personal efficacy, sense of personal efficacy, perceived efficacy, personal perceived efficacy, beliefs in efficacy. Le terme sentiment d’efficacité personnelle est exceptionnellement utilisé dans la traduction française et ne devrait pas se substituer à auto-efficacité ou, mieux encore, à efficacité personnelle, qui est le terme qui rend compte le plus précisément de la notion. Efficacité personnelle est d’ailleurs le terme le plus fréquemment utilisé dans l'ouvrage en français. Le titre en français « Auto-efficacité » et son sous-titre « Sentiment d’efficacité personnelle » est un choix de l’éditeur pour traduire « Self-efficacy, The exercise of control », ouvrage original paru en 1997 chez W. H. Freeman.

## Quatre sources de construction de l'efficacité personnelle
Selon Albert Bandura, l'efficacité personnelle puise à quatre sources.
- La maîtrise personnelle : « C'est la principale source : les succès construisent une solide croyance d'efficacité personnelle tandis que les échecs la minent. Cependant, pour ceux qui disposent d'un bon sentiment d'efficacité, les revers et difficultés peuvent être bénéfiques, car ils enseignent que le succès nécessite généralement un effort soutenu. »

- L'apprentissage social (ou modelage, ou apprentissage vicariant) : « Pour évaluer ses capacités, l'individu tire aussi des conclusions de l'observation des actions réalisées par d'autres personnes. Ce sont les sujets dont les caractéristiques (âge, sexe, etc.) sont les plus proches des siennes qui sont les plus susceptibles d'être source d'information. Par exemple, des enfants tirent un sentiment d'efficacité personnelle plus élevé s'ils observent d'autres enfants talentueux que s'ils voient des adultes manifester les mêmes aptitudes cognitives. »

- La persuasion par autrui : « Il est plus facile à quelqu'un de maintenir un sentiment d'efficacité, particulièrement quand il rencontre des difficultés, si d'autres individus significatifs lui expriment leur confiance dans ses capacités. Cependant, cet effet se manifeste surtout si la personne a déjà de bonnes raisons de croire qu'elle est performante. Dans ce cas, les commentaires positifs de son entourage peuvent l'aider à fournir les efforts nécessaires pour réussir. Par contre, susciter des croyances irréalistes de capacités personnelles peut conduire à l'échec, ce qui discréditera le flatteur et sapera les croyances de la personne en ses capacités. »

- L'état physiologique et émotionnel : « En évaluant ses capacités, une personne se base en partie sur l'information transmise par son état physiologique et émotionnel. Les indices que fournit le corps sont particulièrement pertinents dans la santé, les activités physiques et la gestion du stress. Les techniques qui permettent de réguler les réactions émotionnelles élèvent les croyances en l'efficacité de gestion du stress, et provoquent les améliorations correspondantes de performance ».

## Trois effets d'une auto-efficacité élevée
Un bon niveau d’auto-efficacité va produire trois types d’effets (Bandura, 2003).
Le premier type d’effet est le choix des conduites à tenir. Un faible niveau d’auto-efficacité peut provoquer un évitement des situations qui révéleraient une incompétence supposée. À l’inverse, une auto-efficacité de bon niveau conduit l’individu à se fixer des buts plus ambitieux et lui permet de s’orienter vers des buts plus exigeants mais qui paraissent à portée. « Que l’on pense à l’impact de cette donnée en termes non seulement de gestion de son propre itinéraire de formation et de qualification, mais plus largement dans l’ensemble de la conduite de sa carrière... Les personnes tendront à se fixer des objectifs plus élevés, toutes choses égales par ailleurs ».
Le deuxième effet porte sur la persistance des comportements. L’auto-efficacité détermine les efforts que les apprenants accompliront et combien de temps ils persisteront devant des obstacles ou des expériences aversives.
Le troisième effet porte sur la plus grande résilience des personnes face aux imprévus et difficultés. Une auto-efficacité élevée conduit non seulement à déterminer des buts élevés mais elle favorise également l’autorégulation des comportements : nous persistons plus et sommes davantage capables de construire des compétences et des stratégies cognitives. L’auto-efficacité est corrélée à l’autorégulation des apprentissages, notamment en situation d’évaluation et à l’usage de la métacognition. Les apprenants qui obtiennent les meilleurs résultats sont ceux qui se fixent plus d’objectifs, ou des objectifs plus ambitieux, utilisent plus de stratégies pour étudier. Ils pilotent attentivement la progression de leurs apprentissages et optimisent leurs efforts en vue d’atteindre les résultats souhaités.
« D’après Bandura, le système de croyances qui forme le sentiment d’efficacité personnelle est le fondement de la motivation et de l’action, et partant, des réalisations et du bien-être humains. Comme il l’indique régulièrement, avec une clarté et une force de conviction rares, « si les gens ne croient pas qu’ils peuvent obtenir les résultats qu’ils désirent grâce à leurs actes, ils ont bien peu de raisons d’agir ou de persévérer face aux difficultés » » (Carré, 2003, préface in Bandura, 2003, p. IV).

## Applications

### Domaines d'application
Les effets de l’efficacité personnelle ont pu être mesurés dans de nombreux domaines.

#### La scolarité et l'éducation
Les compétences cognitives de l’élève sont développées. 
Un sentiment solide d’efficacité intellectuelle et autorégulatrice favorise la réussite scolaire mais également les relations sociales et le développement émotionnel. Il aura une incidence sur l’orientation et le choix de carrière (sans déterminisme toutefois !) de l’individu.
De plus, l'évaluation doit être mûrement réfléchie. Par exemple, l'utilisation de présentations orales peut être problématique car la  la peur de parler en public s'est avéré avoir une relation négative avec l'auto-efficacité,.
Du côté des enseignants, il a été observé que ceux ayant un déficit d’efficacité personnelle proposaient moins d’activités scolaires.

#### Le travail
Les choix, l’évolution de carrière, mais également les conditions de « réemploi » après une période de chômage sont très influencés par l’efficacité personnelle. 
L'auto-efficacité ou sentiment d'efficacité personnelle renvoie à des notions que l’on retrouve dans le champ de l’accompagnement professionnel. Ainsi le sentiment d'efficacité peut faire défaut dans des situations de formation (ne pas se sentir au niveau pour apprendre ou pour transposer les acquis), de recherche d’emploi (restreindre ses choix en nombre et en niveau ou même son activité globale de recherche d’emploi). Il renvoie également au sentiment d’incompétence que l’on retrouve dans le non-accomplissement de soi dans son travail en cas de burnout (Vonthron, 2014). Ce concept peut également être rapproché d'autres concepts en Psychologie Sociale du Travail comme l'empowerment ou habilitation psychologique, le pouvoir d'agir, la proactivité (Valléry, Bobillier-Chaumon, Brangier & Dubois 2016).

#### La santé, notamment dans le traitement des troubles mentaux (phobie, toxicomanie, dépression)
Le fait de décomposer la tâche insurmontable en sous-tâches maîtrisées permet ainsi aux patients de surmonter leurs phobies. Cette expérience est vécue comme « transformatrice et libératrice ».

#### L’éco-anxiété
L’éco-anxiété est souvent associée à des émotions de colère et de culpabilité. Selon une étude de 2023, les adolescents éco-anxieux ayant un bon niveau d’efficacité personnelle seront plus susceptibles de dépasser ces sentiments pénibles pour s’engager activement dans des causes en rapport avec les défis environnementaux et sociaux de notre époque. À l’inverse, les adolescents moins favorisés sur ce critère sont plus susceptibles de se sentir dépassés par les enjeux et d’adopter une attitude passive.

### Théorie du comportement planifié
L'efficacité personnelle est l’un des trois facteurs influençant les changements de comportements décrits par les théories du comportement planifié.